# 바이센테니얼 맨 (영화)
《바이센테니얼 맨》(영어: Bicentennial Man)은 1999년에 개봉한 영화이다.

## 줄거리
2005년 뉴저지. 리처드는 가족을 깜짝 놀라게 해줄 선물로 가전제품을 구입한다. 설거지, 청소, 요리, 정원손질 등 모든 집안 일을 하나로 해결할 수 있는 첨단 가전제품. 게다가 아이들과 함께 놀아줄 장난감으로도 쓰일 수 있는 기적 같은 가전제품은 바로 가사로봇. 값비싼 선물을 받은 가족들의 표정은 놀라움 반, 낯설음 반. 로봇 앤드류(NDR-114의 애칭)는 리처드를 주인님으로, 자아도취에 빠진 그의 아내를 마님으로 부르며 공손하고 부지런한 가사 로봇의 소임을 다한다. 그러나 기계답지 않은 이상한 질문들을 던져 때론 가족들을 곤란하게, 또 때론 요절복통하게 만드는 등 점차 그의 요상스런 모습이 드러나기 시작하는데...
문제의 발단은 조립과정 중의 사소한 실수에서 비롯됐다. 리처드에게 배달될 로봇 NDR-114를 만들던 엔지니어가 샌드위치를 먹다가 마요네즈 한 방울을 로봇의 복잡한 회로 위에다 떨어뜨린 것이다. 이로 인해 로봇의 신경계에 엄청난 사건이 생겨났다. 바로 로봇에게는 "있을 수도 없고 있어서도 안되는" 지능과 호기심을 지니게 된 것! 어느 날 앤드류가 만든 나무 조각상을 보고 로봇의 인간적 재능을 발견한 리처드는 그를 마치 친아들처럼 여기게 된다. 그리고 로봇 제조회사에서 그를 불량품으로 간주, 연구용으로 분해하기 위해 리처드에게 끊임없이 반환을 요구하지만 오히려 앤드류를 보호할 뿐만 아니라 계좌를 만들어 앤드류가 작품을 팔아 얻는 수익을 적립할 수 있게 해준다.
시간이 흘러, 어린 소녀에서 아름다운 여인으로 성장한 작은 아가씨. 그런데 점차 인간의 감정을 어렴풋이 이해하기 시작한 앤드류의 강철 심장에도 수줍은 설레임이 찾아온다. 그러나 미처 깨닫기도 전에 작은 아가씨는 훌쩍 결혼을 해버리고, 아버지처럼 아껴주던 리처드가 숨을 거둔 후 앤드류는 자신을 이해해줄 자신과 같은 불량로봇을 찾아 기나긴 여행에 오른다. 수십 년 후, 천신만고의 모험 끝에 집으로 돌아오지만 이제는 할머니가 되어버린 작은 아가씨. 그러나 그녀를 쏙 빼다박은 듯한 손녀 포샤를 만나자마자 그는 이제 거부할 수 없는 사랑의 열병을 앓는다. 인간이 되고 싶은 간절한 소망으로 수술실에 눕는 앤드류. 인공피부를 입히고 인간의 장기를 심은 후, 마침내 그는 통증과 사랑의 황홀함을 느끼는 인간으로 재탄생한다.

## 한국판 성우진

### MBC (2003년 4월 5일)
- 박지훈 - 앤드류(로빈 윌리엄스)
- 이선 - 작은 아가씨 / 포샤(할리 케이트 아이젠버그 / 엠베스 데이비츠)
- 장광 - 마틴(아빠)(샘 닐)
- 최성우 - 엄마(웬디 크로슨)
- 최한 - 루퍼트(올리버 플랫)
- 최석필 - 맨스키(스티븐 루트)
- 김서영 - 갈라테아(키얼스턴 워렌)
- 엄현정 - 여의장
- 배정민 - 큰 아가씨
- 고성일 - 파인골드(존 마이클 히긴즈)
- 문남숙
- 방성준
- 이원찬
- 정재헌
- 조현정

### SBS (2007년 3월 10일)
- 배한성 - 앤드루(로빈 윌리엄스)
- 설영범 - 마틴(샘 닐)
- 송도영 - 아만다(할리 케이트 아이젠버그)
- 강희선 - 포샤(엠베스 데이비츠)
- 이근욱 - 의장
- 최옥희 - 여의장
- 이진화 - 엄마(웬디 크로슨)
- 황윤걸 - 맨스키(스티븐 루트)
- 성완경 - 루퍼트(올리버 플랫)
- 오인성 - 로이드
- 한수림 - 그레이스
- 김수진 - 컴퓨터
- 김용준 - 파인골드(존 마이클 히긴즈)
- 김지혜 - 갈라테아